# Ad Astra (Gallen-Kallela)
Pour les articles homonymes, voir Ad astra.
Ad Astra est un tableau réalisé par le peintre finlandais Akseli Gallen-Kallela en 1894-1896. Dotée d'un encadrement doré qui l'apparente à un triptyque, cette peinture à l'huile sur toile symboliste représente une jeune femme nue dont les cheveux orangés rayonnent autour du visage alors qu'elle se tient debout les bras levés devant un énorme  astre jaune, dans la nuit étoilée, de l'eau rougeâtre jusqu'en haut de ses cuisses.

## Histoire
Depuis son acquisition auprès des descendants de l'artiste en 2017, cette œuvre est conservée à l'Art Institute of Chicago, à Chicago, aux États-Unis. Il en existe une version postérieure au musée d'Art Gyllenberg, à Helsinki : dans cette copie datée de 1907 la figure centrale présente des paumes marquées de stigmates. Ce détail renforce l'interprétation d'Ad Astra comme étant une variation sur le thème de la Crucifixion et de la Résurrection de Jésus, la peinture ayant servi de retable lors du baptême de la fille de Gallen-Kallela.

## Galerie

Versions
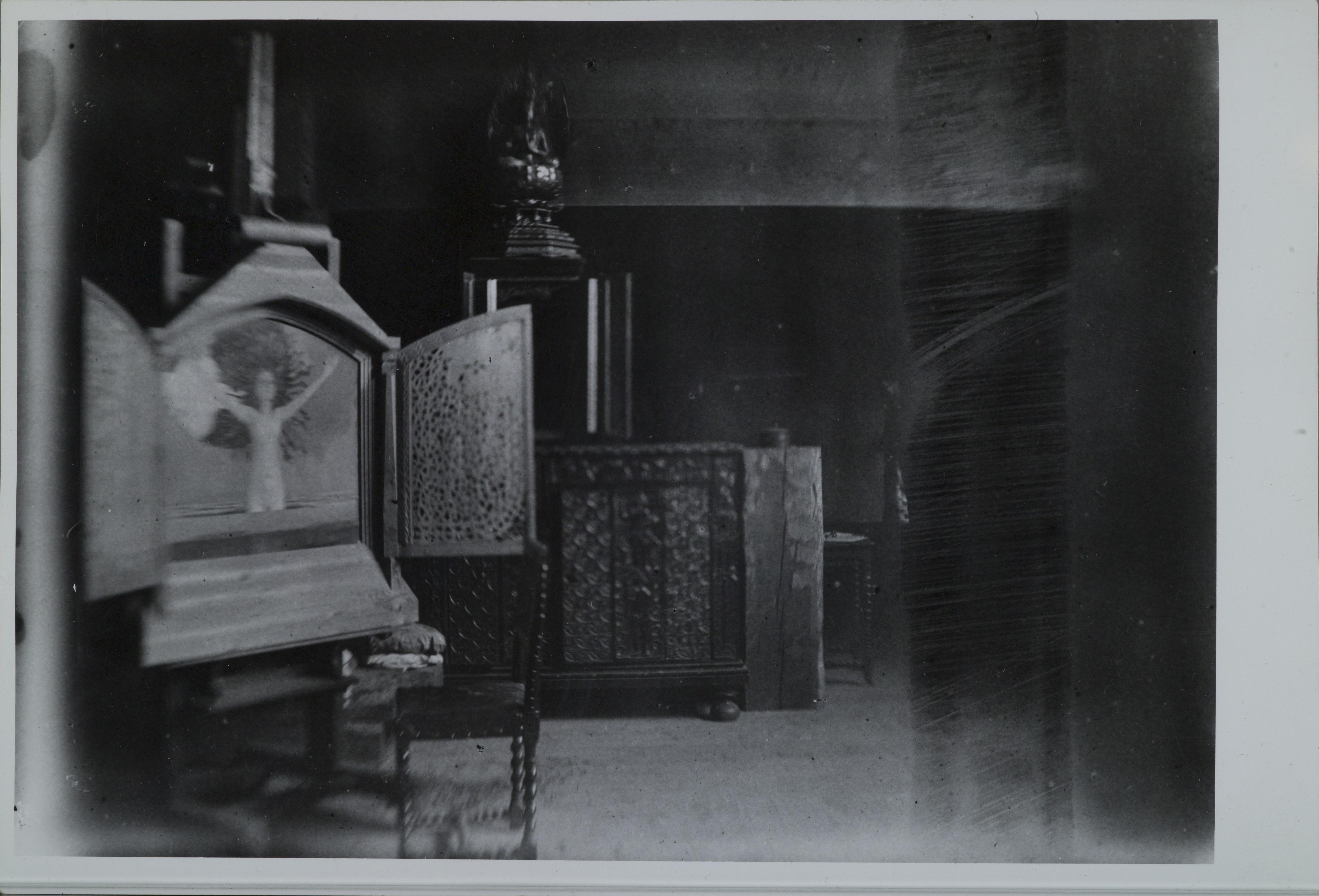
Dans l'atelier de l'artiste à Kalela.
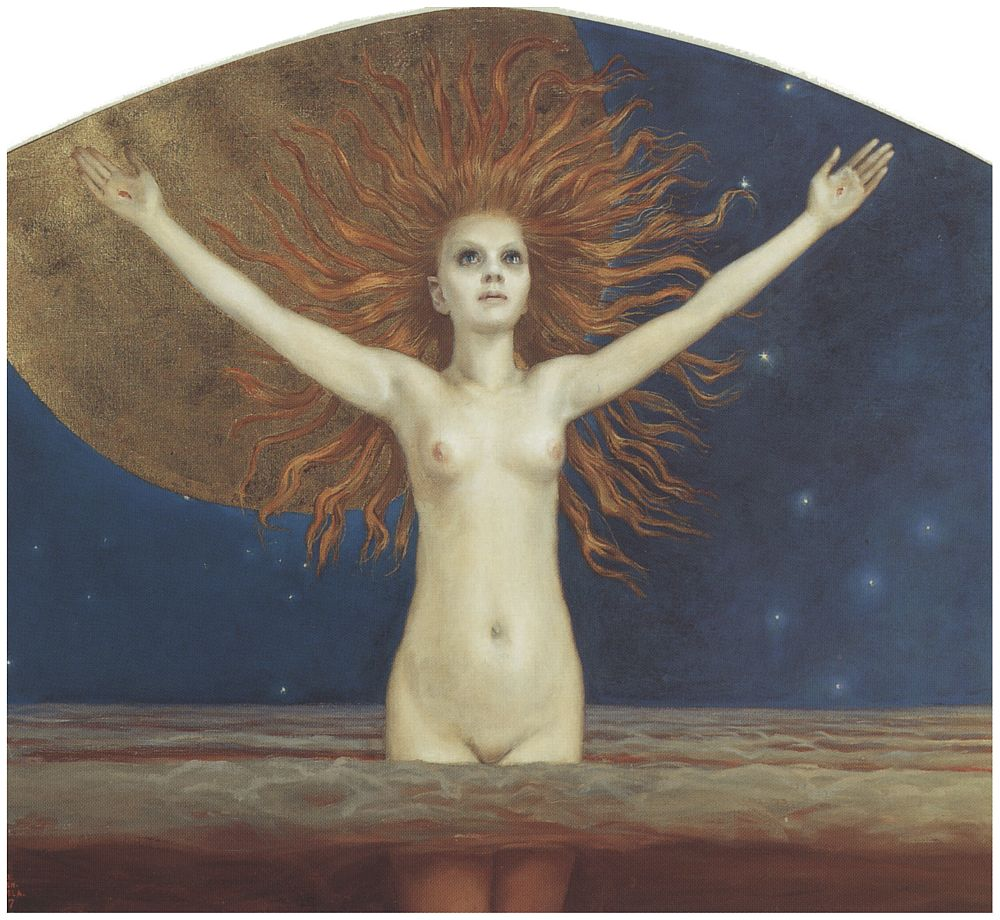
Une autre datée de 1907 au musée d'Art Gyllenberg.